# Gare de Janzé
La gare de Janzé est une gare ferroviaire française de la ligne de Châteaubriant à Rennes, située sur le territoire de la commune de Janzé, dans le département d'Ille-et-Vilaine en région Bretagne.
C'est une gare de la Société nationale des chemins de fer français (SNCF) desservie par des trains express régionaux du réseau TER Bretagne, circulant entre Rennes et Châteaubriant.

## Situation ferroviaire
Établie à 76 mètres d'altitude, la gare de Janzé est située au point kilométrique (PK) 36,436 de la ligne de Châteaubriant à Rennes, entre les gares du Theil-de-Bretagne et de Corps-Nuds.

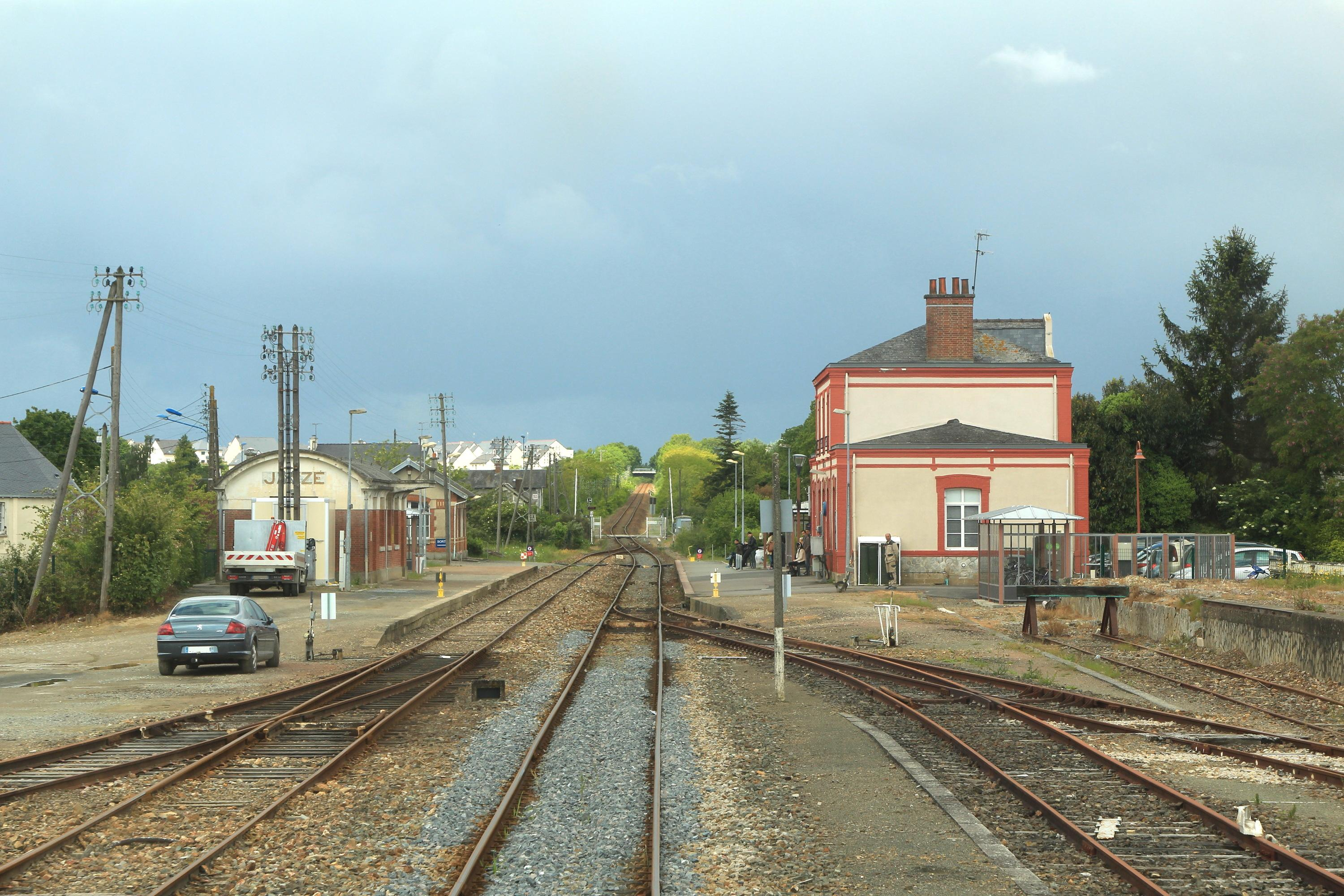
Vue d'ensemble de la gare.

## Histoire
La gare de Janzé est inaugurée dès la mise en place de la ligne en 1881.

## Fréquentation
De 2015 à 2023, selon les estimations de la SNCF, la fréquentation annuelle de la gare s'élève aux nombres indiqués dans le tableau ci-dessous.
| Année                     | 2015    | 2016    | 2017    | 2018    | 2019    | 2020    | 2021    | 2022    | 2023    |
| ------------------------- | ------- | ------- | ------- | ------- | ------- | ------- | ------- | ------- | ------- |
| Voyageurs                 | 294 176 | 245 238 | 164 231 | 159 868 | 160 500 | 138 538 | 144 677 | 215 585 | 253 271 |
| Voyageurs + non voyageurs | 367 720 | 306 547 | 205 288 | 199 836 | 200 625 | 173 173 | 180 846 | 269 481 | 316 589 |

## Service des voyageurs

### Accueil
Gare SNCF, elle dispose d'un bâtiment voyageurs avec un guichet ouvert du lundi au vendredi de 06h30 à 08h00 et de 08h15 à 12h50. Elle est équipée d'un automate pour l'achat des titres de transport TER.

### Desserte
Janzé est desservie par des trains TER Bretagne qui circulent entre les gares de Rennes et de Châteaubriant.

### Intermodalité
Un parc pour les vélos et un parking pour les véhicules y sont aménagés.